# 1825
Промислова революція •  Російська імперія • Незалежність країн Латинської Америки • Грецька революція

## Геополітична ситуація
У Росії імператора Олександра I змінив Микола I (до 1855). Російській імперії належить більша частина України, значна частина Польщі, Грузія, частина Закавказзя, Фінляндія, Аляска. Україну розділено між двома державами — Королівство Галичини та Володимирії належить Австрії, Правобережжя, Лівобережжя та Крим — Російській імперії. Задунайська Січ існує під протекторатом Османської імперії.
В Османській імперії править султан Махмуд II (до 1839). Під владою османів перебувають Близький Схід та Єгипет, Середземноморське узбережжя Північної Африки, частина Закавказзя, значні території в Європі: Греція, Болгарія і Сербія. Васалами османів є Волощина та Молдова. Триває Грецька революція.
Австрійську імперію очолює Франц II (до 1835). Вона охоплює, крім власне австрійських земель, Угорщину з Хорватією, Трансильванію, Богемію, Північну Італію. Король Пруссії — Фрідріх-Вільгельм III (до 1840). Баварське королівство очолює Максиміліан I (до 1825). Австрія, Пруссія, Баварія та інші німецькомовні держави об'єднані в Німецький союз.
У Франції королює Карл X (до 1830). Франція має колонії в Карибському басейні, Південній Америці та Індії. На троні Іспанії сидить Фернандо VII (до 1833). Королівству Іспанія належать частина островів Карибського басейну, Філіппіни. Об'єднані провінції Ріо-де-ла-Плати, Велика Колумбія, Мексика, Центральноамериканська федерація, Болівія добились незалежності від іспанської корони. У Португалії королює Жуан VI (до 1826). Португалія має володіння в Африці, в Індії, в Індійському океані й Індонезії. У Бразильській імперії править Педру I.
У Великій Британії королює Георг IV (до 1830). Британія має колонії в Північній Америці, на Карибах та в Індії. Королівство Нідерланди очолює Віллем I (до 1840). Король Данії та Норвегії — Фредерік VII (до 1863), на шведському троні сидить Карл XIV Юхан Бернадот (до 1844). Італія розділена між Австрією та Королівством Обох Сицилій. Існує Папська держава з центром у Римі.
Сполучені Штати Америки займають територію частини колишніх британських колоній та купленої у Франції Луїзіани. Посаду президента США обіймає Джон Квінсі Адамс. Територія на півночі північноамериканського континенту належить Великій Британії, вона розділена на Нижню Канаду та Верхню Канаду, територія на півдні та заході континенту належить Мексиці.
В Ірані при владі Каджари. Британська Ост-Індійська компанія захопила контроль майже над усім Індостаном. У Пенджабі існує Сикхська держава. У Бірмі править династія Конбаун, у В'єтнамі — династія Нгуєн. У Китаї володарює Династія Цін. В Японії триває період Едо.

## Події

### В Україні
- 29 грудня почалося повстання Чернігівського полку.
- Відкрито Одеський міський музей старожитностей.

### У світі
- 4 січня помер король Обох Сицилій Фердинанд I, королівство успадкував його син Франциск I.
- 9 лютого Палата представників США обрала президентом Джона Квінсі Адамса.
- 17 квітня французький король Карл X визнав Гаїті.
- 6 серпня Болівія проголосила незалежність.
- 25 серпня тридцять три Орієнтальці проголосили незалежність Уругваю від Бразилії.
- 26 жовтня завершилося спорудження каналу Ері в США.
- 15 листопада король Португалії Жуан VI визнав незалежність Бразильської імперії.
- 1 грудня помер російський цар Олександр I, його спадкоємцем став Микола I в обхід великого князя Костятина.
- 10 грудня почалася аргентино-бразильська війна.
- 14 грудня відбулося повстання декабристів у Петербурзі — протест частини військових проти сходження на трон Миколи I.

- Збудована Стоктон-Дарлінгтонська залізниця, перша постійна публічна залізниця з паровим локомотивом.
- На острові Ява почалося повстання на чолі з князем Діпонегоро, яке переросло у Явайську війну між колоніальною Голландською імперією і яванськими повстанцями.
- Засновано Бішкек.
- Засновано Брисбен.

### У науці
- Ганс Христіан Ерстед вперше виділив алюміній.
- Деві отримав металевий літій.
- Берцеліус виділив кремній.

### У культурі
- Вальтер Скотт опублікував роман «Талісман».
- Олександр Грибоєдов надрукував частину п'єси «Лихо з розуму».
- Франц Шуберт написав «Третю пісню Еллен» (Ave Maria).

## Народились
Дивись також Категорія:Народились 1825
- 11 квітня — Фердинанд Лассаль, німецький філософ-соціаліст
- 20 травня — Джордж Філліпс Бонд, американський астроном
- 6 червня — Фрідріх Байєр, німецький підприємець, засновник фармацевтичної компанії Bayer AG

## Померли
Дивись також Категорія:Померли 1825
- 10 жовтня — Бортнянський Дмитро Степанович, український композитор.
- Марія Анжела Ардингеллі — італійський перекладач, математик і фізик.
- Антоніо Сальєрі